# Companys, procés a Catalunya
Pour plus de détails, voir Fiche technique et Distribution.
Companys, procés a Catalunya est un film espagnol réalisé en 1979 par Josep Maria Forn. Il a concouru dans la catégorie Un certain regard au Festival de Cannes la même année.

## Synopsis
Le film dépeint le procès fait en 1940, pendant la Seconde Guerre mondiale, à Lluís Companys, président de la Généralité de Catalogne, livré par la Gestapo en France au dictateur Franco, entre son arrestation et son exécution au château de Montjuïc de Barcelone.

## Fiche technique
- Réalisation : Josep Maria Forn
- Scénario : Josep Maria Forn et Antoni Freixas
- Production : José Antonio Pérez Giner
- Musique originale : Manuel Valls Gorina
- Photographie : Cecilio Paniagua
- Montage : Emilio Rodríguez
- Pays :  Espagne
- Langue : espagnol - catalan
- Date de sortie : 
  -  Espagne : 17 septembre 1979

## Distribution
- Luis Iriondo : Lluís Companys
- Marta Angelat : Ángela
- Montserrat Carulla : Ramona Companys
- Xabier Elorriaga : Fortuny
- Pau Garsaball : Miquel
- Agustín González : Membre du Tribunal
- Alfred Lucchetti : Juez instructor
- Marta May : Carme Ballester
- Biel Moll : Urraca Pastor